# 篠原精一
篠原 精一（しのはら きよくに、享和3年（1803年） - 安政6年8月18日（1859年9月14日））は、江戸時代後期から末期にかけての加賀藩士。家老・若年寄・勝手方御用主附。人持組・篠原別家第11代当主。通称は松次郎、監物。号は、敬斎。石高、3000石。泰嶽院殿天雄日閑居士。家紋は、左二つ巴。菩提寺、日蓮宗・立像寺。
夫人は前田織江の娘、清容院殿機幹日享大姉。

## 篠原別家と「本家」との関係
篠原別家は、長重（芳春院の実兄、瑞光院殿庭月良白居士）を祖とし、篠原一孝（従五位下・肥前守・出羽守、家老・執政、豊臣一孝、17000石、栄錦院殿郷岩道本大居士）を初代とする家。2代（直系は事実上2代で断絶）までを「出羽守家」と称した。篠原家に前田利家の実子・長次が生まれたため、一孝の遠慮も働き、利家の命で「別家」となった。一孝には5人の男子がいたが、嫡男をはじめみな早世するなどして、万石以上の家禄とともに「家」は断絶した。結局、唯一生き残った四男・重一（瑞雲院殿栄嶽呈繁居士、夫人は今枝直恒の娘）が、3000石となって「篠原別家」を継承することになった。有力家臣間の勢力争いの中で起こった別家の不幸を目の当たりにした本家では、藩主（利常以降）が寿福院（芳春院の侍女）の血筋であることも鑑みて、藩主をはばかり（篠原家と前田土佐守家は、夫人の側からは藩主の主家筋にあたる）、芳春院の実父・古嶽周久庵が篠原竹阿弥であることも、長重が芳春院の兄であることも、長次が利家の実子であることも曖昧にし、公言を控えた。なお、本家は別家を「兄の家」（一孝は長次の義兄）として仰ぎ、本家の二つの分家とともに養子縁組・婚姻などを通じて非常に密接な関係にあった。家禄は当初の半分以下になったものの、都合9000石の篠原家は、加賀八家も一目を置く名家として存続した。

## 生涯
父は、篠原別家第10代当主の篠原頼母（一進）、嫡男は藩政期、最後の当主となり、幕末、藩のかじ取りを任された第12代・篠原一貞（家老、夫人は加賀八家・本多政和の娘）。時代は、天保の飢饉あり、大塩平八郎の乱、蛮社の獄、老中・水野忠邦による天保の改革も始まり、ペリーの来航、日米和親条約の締結と、幕末へと向かう、まさに動乱の時代であった。定火消、奏者番、寺社奉行、算用場奉行、公事場奉行などを歴任し、嘉永3年（1850年）には家老となった。嘉永6年（1853年）には、藩主・前田斉泰に江戸城への供と第13代将軍徳川家定への御目見を命じられた。藩の改革者・寺島蔵人とは親交が深く、藩政に関しても意見を同じくした。安政6年（1859年）8月18日、死去。野田山墓地（篠原別家墓地）に葬られた。